# Czövek István (jogász)
Czövek István (Alsóvadász, 1777. december 26. k. – Buda, 1828. június 24.) ügyvéd, író.

## Élete
1790-től a sárospataki kollégiumban tanult, 1795-től tógátus – lelkészi pályára készülő – deák. Teológiai tanulmányai befejezése után sem hagyta el a kollégiumot, hanem a jogászok közé lépett. Tanulmányi eredményeinek köszönhetően preceptori feladatokkal is megbízták. 1806-1807-ben contascriba, 1807-1808-ban senior, a kollégium gazdasági ügyeinek felelőse. Tanulmányai után szülőfalujában, Alsóvadászon káplán, majd 1813 márciusáig Bereten prédikátor. 1814-től a losonci református iskola teológia tanszékének tanára volt. 1819. január 10-én lemondott állásáról és Pestre költözött, ahol ezután ügyvédként dolgozott.
Magyarra fordította Kelemen Imre Institutiones iuris hungarici privati című művét: Magyar hazai polgári magános törvényről írt tanítások, Pest, 1822. 3 köteteben. Ezért a Kelemennél, sőt Husztynál található latin jogi és genealógiai kifejezések magyar megfelelői Czövektől valók.

## Munkái
- Bonaparte elutazása Elba szigetéből Francziaországba, onnan pedig Szent Helena szigetére, vagy az 1815. esztendei emlékezetes események. Magyar nyelven kibocsátja. Pest, 1816.
- Buonaparte Napoleon levelei. Fordítás németből. (Ugyanott, 1816).
- Legujabb és leghasznosabb méhészkönyv. Uo. 1816. (2. kiadás. Uo. 1831.)
- A nemes szivű gróf Nádasdy József Vincze. Egy valóságos igaz magyar történet. Uo. 1816. (Fordítás. Nádasdy csak költött személy.)
- A magyiás ezermester, melyet Eckartshausenből Philadelphiából és Wagner János Mihály irásaiból egybeszedett németből fordítva magyar nyelven kiadott. Uo. 1816.
- Második József császár élete és tette. Uo. 1816. Két kötet.
- Az orosz hadi fogoly a francziák között. Kotzebue után ford. Uo. 1816.
- Európai hires zsiványok, utonállók, tolvajok… Schiller Fridrik után. Uo. 1816. Két kötet.
- Czifray István: Magyar nemzeti szakácskönyv. Uo. 1816.
- Somlyai Báthory István elébb erdélyi fejedelem azután lengyel király élete. Uo. 1817.
- Közönséges vagy is universalis geographia, bécsi congressusban történt változások szerént ford. Cannabich után németből. Uo. 1817. Két kötet.
- A valóságos világban, sok történeteken keresztül ment Tátos; vagy fejér májú embereknek galériájok. Rittgraff után németből. Uo. 1818. Két kötet.
- A Gállyás-Rabszolga, vagy: Az én életemnek szomorú történetei, mellyeket saját jobb kezemmel írtam meg. Magyarázta Czövek István. Uo. 1818. Online
- Planum tabulare, vagy a kir. curiának végzései melyeket ama boldog emlékezetű Maria Theresia császárné és Magyarország királynéja rendbe szedetett 1769. eszt. most pedig magyar nyelven kiadta. Buda, 1825.

Szinművei: Corvinus Mátyás vagy a hűség győzedelme, nemzeti hősjáték 4 felv. Weidmann után ford. (Előadták először Budán 1834. június 10-én, Pesten 1836. jún. 21., Budán szept. 10.) és ugyanaz Mátyás Király Moldvában címmel előadatott Pesten 1842. szept. 26; Kotzebuenak Keresztes vitézek című, 5 felv. színjátékát is lefordította.
Kézirata: Megvilágosíttatott Verbőczy. Első rész. Pest, 1825. 4-rét 667 lap.
Értekezései: Vérségről és sógorságról (Felső Magyarországi Minerva 1825. II. 165.), A vénség grádussainak vagy is izeinek számlálásáról és a lineákról (Uo. 1826, I.)

## Emlékezete
- Élete és munkássága emlékét őrzi Móra Ferenc Társaságos víg mulatságok című novellája (megjelent az író A fele sem tudomány című kötetében).